# Xysticus hedini
Xysticus hedini är en spindelart som beskrevs av Schenkel 1936. Xysticus hedini ingår i släktet Xysticus och familjen krabbspindlar. Inga underarter finns listade i Catalogue of Life.